# Ścieżka nad Reglami

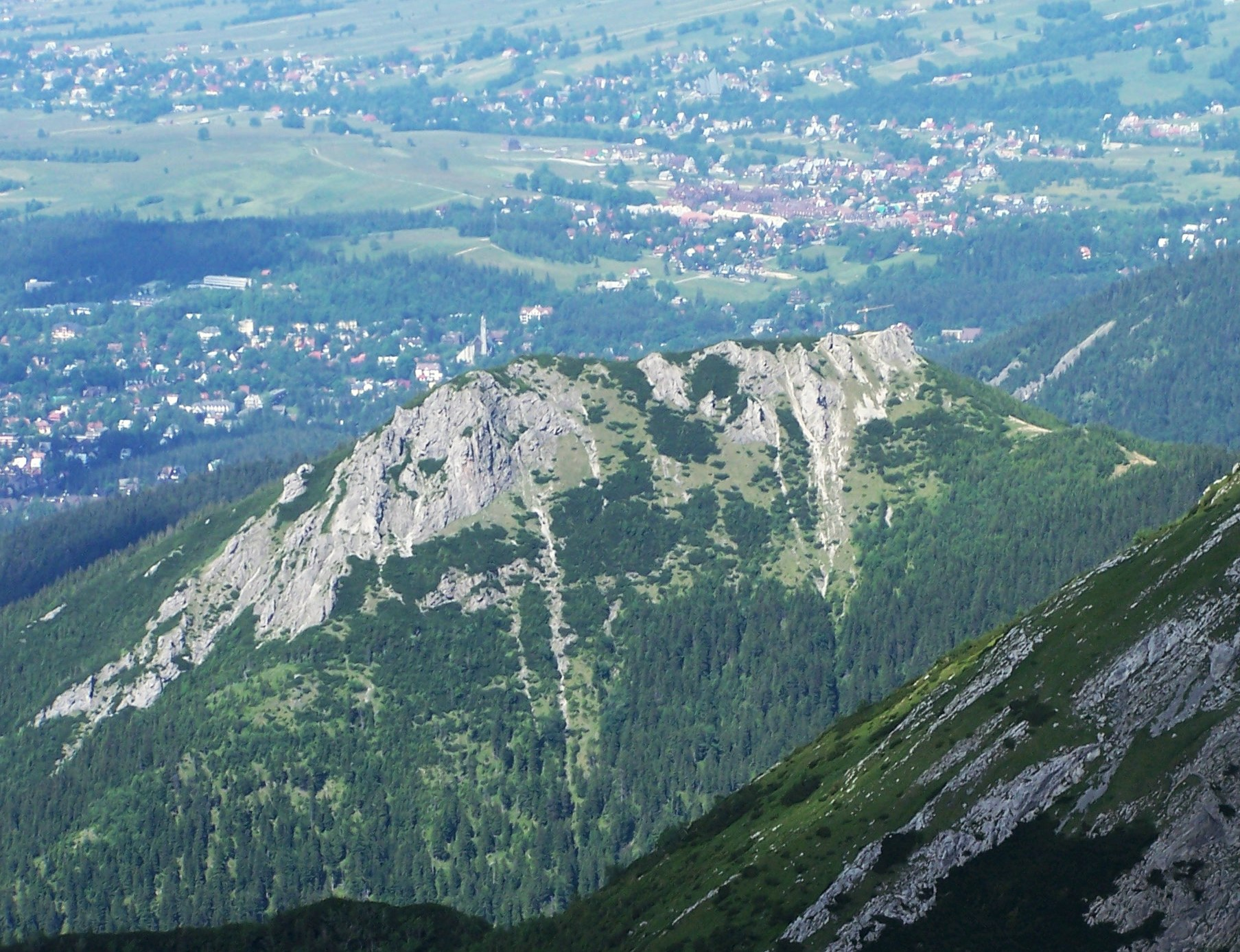
Blick auf die Sarnia Skała

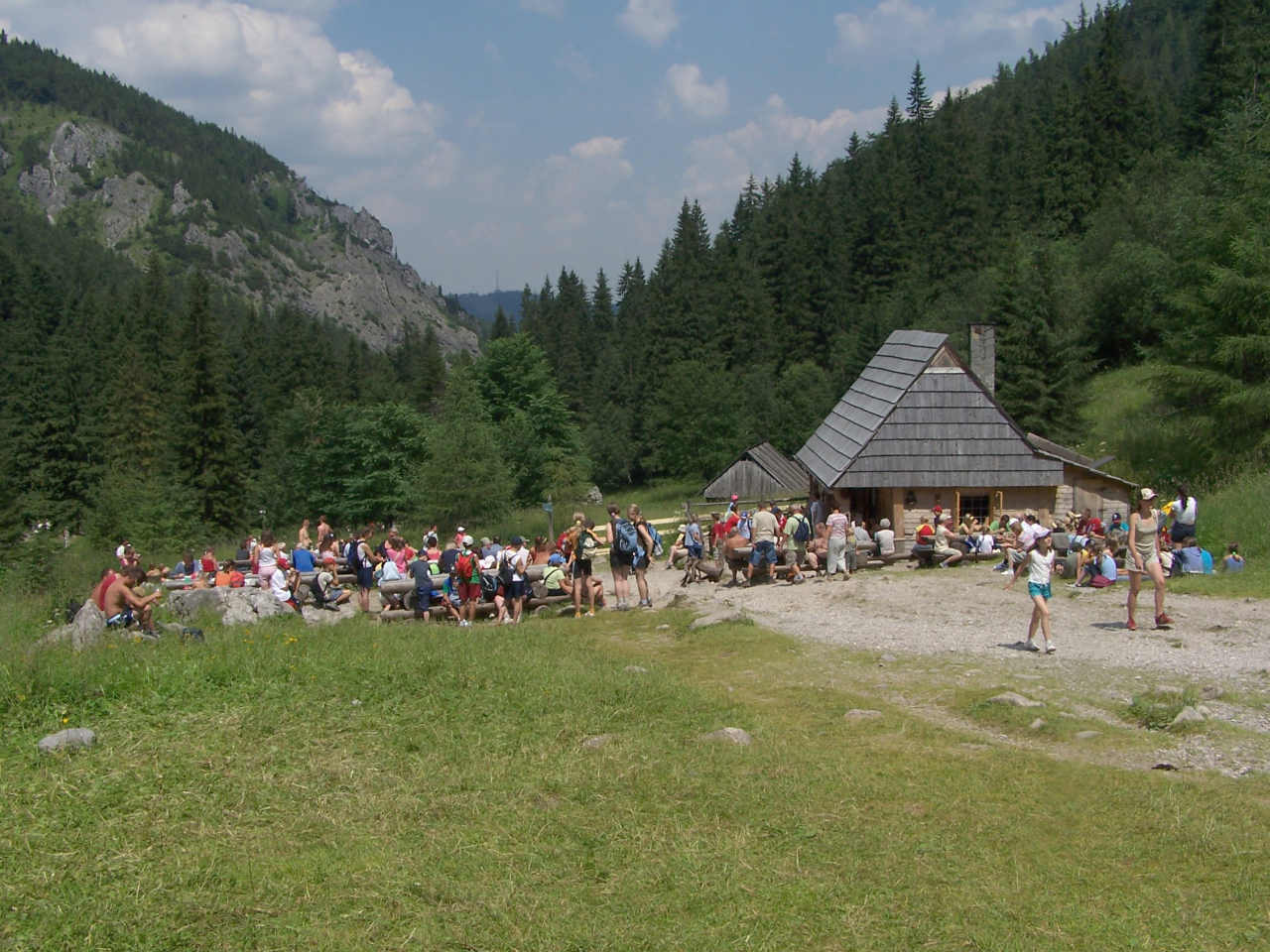
Alm Polana Strążyska

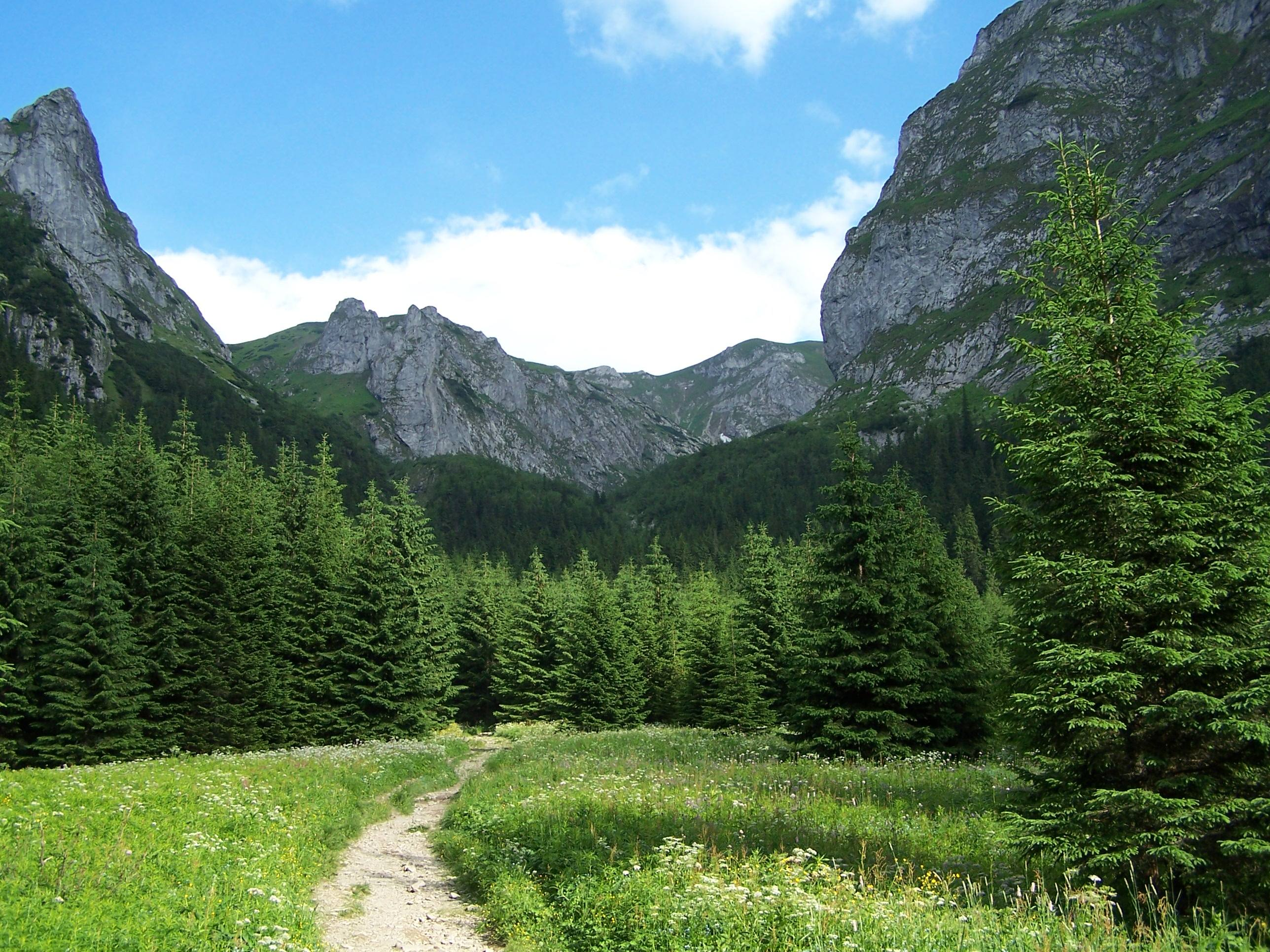
Tal Dolina Małej Łąki

Ścieżka nad Reglami (deutsch etwa: Pfad über den Riegeln) ist ein Wanderweg in der Westtatra in Polen. Er ist schwarz markiert. Er gilt als mittelschwerer Wanderweg. Seine Länge beträgt 17 Kilometer. Von dem Weg ergeben sich Ausblicke auf die Gebirgszüge der Westtatra, des Pogórze Gubałowskie und die westlichen Stadtteile von Zakopane.
Unterhalb des Wegs verläuft parallel der Weg unter den Riegeln.
Ein gleichnamiger Weg, Pfad über den Riegeln, befindet sich auf der polnischen Seite des Riesengebirges.

## Lage und Route
Der Weg beginnt im Zakopaner Stadtteil Kuźnice auf der Alm Kalatówki beim Berghotel Kalatówki und führt westwärts durch zahlreiche Täler und Bergpässe der Westtatra ins Tal Dolina Chochołowska. Der Wanderweg liegt innerhalb des Tatra-Nationalparks.

### Verlauf
- Kalatówki,
- 30 min – Bergpass Przełęcz Białego,
- Oberer Teil des Tals Dolina Białego.
- 1:10 h – Bergpass Czerwona Przełęcz, Abzweigung zur Sarnia Skała,
- 1:35 h – Alm Polana Strążyska im Tal Dolina Strążyska,
- 2:15 h – Bergpass Przełęcz w Grzybowcu,
- 2:25 h – Alm Wielka Polana Małołącka im Tal Dolina Małej Łąki,
- 2:50 h – Bergpass Przysłop Miętusi,
- Tal Dolina Miętusia,
- 3:20 h – Tal Dolina Kościeliska (Alm Wyżnia Kira Miętusia),
- 3:55 h – Bergpass Przysłop Kominiarski,
- Oberer Teil des Tals Dolina Lejowa,
- 4:20 h – Bergpass Kominiarska Przełęcz,
- 4:50 h – Alm Polana Jamy,
- 5:05 h – Tal Dolina Chochołowska.

## Geschichte
Der Wanderweg wurde im 19. Jahrhundert angelegt und 1954 ausgebaut.

## Etymologie
Der Name des Pfades war zunächst Ścieżka za Reglami (deutsch: Pfad hinter den Riegeln). 1973 wurde er nach Józef Oppenheim benannt, dem langjährigen (1914–1939) Vorsitzenden der Tatra-Bergwacht.